# Серхетабат
Серхетабат (туркм. Serhetabat; колишня назва Кушка, туркм. Guşgy — Гушгы) — місто в Туркменістані, в Тагтабазарському етрапі Марийського велаяту.
Найпівденніше місто Туркменістану, Російської імперії та СРСР.

## Географія
Місто розташоване на півдні Марийського велаяту, на річці Кушка, поблизу кордону з Афганістаном. Кушка була найпівденнішою точкою Російської імперії, а надалі й СРСР. Існувало навіть армійське офіцерське прислів'я: «Менш від взводу не дадуть, далі Кушки не пошлють». Під час війни в Афганістані військовослужбовці, призначені для відправляння у зону бойових дій, проходили акліматизацію на Кушці, бо кліматичні умови міста досить близькі до клімату Афганістану.

### Клімат
Місто знаходиться у зоні, котра характеризується середземноморським кліматом. Найтепліший місяць — липень із середньою температурою 29.3 °C (84.7 °F). Найхолодніший місяць — січень, із середньою температурою 3.6 °С (38.5 °F).
| Клімат Серхетабата      | Клімат Серхетабата | Клімат Серхетабата | Клімат Серхетабата | Клімат Серхетабата | Клімат Серхетабата | Клімат Серхетабата | Клімат Серхетабата | Клімат Серхетабата | Клімат Серхетабата | Клімат Серхетабата | Клімат Серхетабата | Клімат Серхетабата | Клімат Серхетабата |
| Показник                | Січ.               | Лют.               | Бер.               | Квіт.              | Трав.              | Черв.              | Лип.               | Серп.              | Вер.               | Жовт.              | Лист.              | Груд.              | Рік                |
| Абсолютний максимум, °C | 27,1               | 31                 | 34,5               | 37,8               | 42,3               | 47,6               | 45,3               | 43,5               | 43,4               | 38,6               | 33,2               | 31,5               | 47,6               |
| Середній максимум, °C   | 9,5                | 11,6               | 17                 | 23,6               | 30                 | 35,1               | 37                 | 35,5               | 30,3               | 24,2               | 18,3               | 12                 | 23,7               |
| Середня температура, °C | 3,6                | 5,4                | 10,4               | 16,3               | 21,9               | 27,1               | 29,3               | 27,4               | 21,2               | 14,9               | 9,9                | 5,5                | 16,1               |
| Середній мінімум, °C    | −0,8               | 0,6                | 5,1                | 9,7                | 13,8               | 17,8               | 19,8               | 17,7               | 12                 | 6,7                | 3,6                | 0,8                | 8,9                |
| Абсолютний мінімум, °C  | −33,8              | −27,7              | −19,6              | −5,5               | −0,8               | 4,1                | 9,7                | 5,5                | −3,7               | −10,5              | −19,3              | −24,5              | −33,8              |
| Норма опадів, мм        | 52                 | 50                 | 78                 | 37                 | 13                 | 1                  | 0                  | 0                  | 0                  | 4                  | 17                 | 42                 | 294                |
| Днів з дощем            | 7                  | 9                  | 11                 | 7                  | 3                  | 0,3                | 0,1                | 0,1                | 0,3                | 2                  | 5                  | 7                  | 52                 |
| Днів зі снігом          | 5                  | 6                  | 2                  | 0,2                | 0                  | 0                  | 0                  | 0                  | 0                  | 0,1                | 1                  | 3                  | 17                 |
| Вологість повітря, %    | 74                 | 73                 | 71                 | 62                 | 43                 | 43                 | 25                 | 25                 | 30                 | 43                 | 58                 | 71                 | 50                 |
| ----------------------- | ------------------ | ------------------ | ------------------ | ------------------ | ------------------ | ------------------ | ------------------ | ------------------ | ------------------ | ------------------ | ------------------ | ------------------ | ------------------ |
| Джерело: Weatherbase    |                    |                    |                    |                    |                    |                    |                    |                    |                    |                    |                    |                    |                    |

## Історія
Засноване в 1890 як фортеця, на річці Кушка. Берег перейшов у володіння Російської імперії після бою на Кушці (1885). Статус міста з 1967.
У 1992 році постановою Верховної Ради Туркменії місто перейменоване на Серхетабат.

## Населення
Населення 5,2 тис. мешканців (1991).

## Транспорт та економіка
Залізнична станція. М'ясокомбінат та інші підприємства.